# Drombus simulus
Drombus simulus és una espècie de peix de la família dels gòbids i de l'ordre dels perciformes.

## Morfologia
- Els mascles poden assolir 3,5 cm de longitud total.[3][4]

## Hàbitat
És un peix marí, de clima tropical i demersal.

## Distribució geogràfica
Es troba a Moçambic i el Pacífic occidental central.

## Observacions
És inofensiu per als humans.